# Biserica Sfântul Ioan Botezătorul din Coza
Biserica „Sfântul Ioan Botezătorul” din Coza este un monument istoric aflat pe teritoriul satului Coza, comuna Tulnici.
Biserica de lemn „Sf.Ioan Botezatorul” de la Coza, monument istoric, a fost cladita de catre obstea sateasca pentru nevoile sale religioase înca din veacul al-XVIII-lea. Biserica are forma treflata în plan, cu talpile de lemn asezate pe o temelie din piatra de râu, pe care s-au ridicat bârne din lemn de stejar, care formeaza peretii edificiului. S-a pastrat traditionala împartire a spatiului liturgic, impusa de cerintele ritului ortodox în: pronaos, naos si altar. Accesul în biserica se face pe doua trepte din piatra de râu si doua usi montate chiar în axul vestic. Pe latura de nord, o scara din lemn face legatura cu turla, iar de o parte si alta a usii s-au montat ferestre care lasa lumina sa patrunda în interiorul pridvorului. Acoperisul este confectionat din sindrila în patru ape, fiind strapuns de turnul clopotnita care are forma patrata. Interiorul este reprezentat de usile împaratesti, sculptate în lemn, aurite, cu elemente pictate cu chipurile evanghelistilor, icoanele împaratesti, precum si de o cruce din lemn înaltata în memoria ostasilor din Coza cazuti în Primul Razboi Mondial, ale caror nume au fost sapate în lemnul acesteia.